# Emmanuel de Rohan-Polduc
Emmanuel de Rohan-Polduc (18 april 1725 - Valletta, 14 juli 1797) was een telg uit het adellijke huis van de Rohan. Hij was 70ste grootmeester van de Orde van Malta. Hij volgde in 1775 Francisco Ximénes de Texada op en vervulde deze functie tot aan zijn dood in 1797.

## Grootmeester
In 1775 slaagde Emmanuel de Rohan-Polduc erin om de onpopulaire grootmeester Francisco Ximénes de Texada op te volgen. Tijdens zijn bewind werden er enkele nieuwe forten op Malta gebouwd. Tevens publiceerde Emmanuel de Rohan-Polduc in 1782 zijn werk Code de Rohan, een rechtboek voor de Orde. Emmanuel de Rohan-Polduc gaf de plaats Żebbuġ stadsrechten, de plaats die tegenwoordig ook nog de naam Città Rohan draagt. Ter gelegenheid van de benoeming bouwden de inwoners er een triomfboog. Emmanuel de Rohan-Polduc stierf in 1797 en werd opgevolgd door Ferdinand von Hompesch zu Bolheim.